# قمری-کوکوی کوچک
قمری-کوکوی کوچک (نام علمی: Macropygia ruficeps) نام یک گونه از سرده قمری-کوکو است.